# شکارچی شهر
شکارچی شهر (کره‌ای: 시티헌터) یک مجموعهٔ تلویزیونی کره جنوبی سال ۲۰۱۱ است که بر اساس مجموعه مانگا ژاپنی به همین نام نوشته و تصویرسازی تسوکاسا هوجو است. در این سریال لی مین-هو، پارک مین یونگ، لی جون هیوک و کیم سانگ جونگ به ایفای نقش پرداخته‌اند. این مجموعه از ۲۵ مه تا ۲۸ ژوئیه ۲۰۱۱ برای ۲۰ قسمت از اس‌بی‌اس تی‌وی پخش شد. این درام در اروپا موفقیت‌آمیز بود و راه را برای محبوبیت لی مین-هو در اروپا هموار کرد.

## خلاصهٔ داستان
داستان این مجموعه دربارهٔ پسری به نام لی یون سانگ (لی مین-هو) است که از دانشگاه اِم‌آی‌تی فارغ‌التحصیل شده و برای کار در کاخ آبی به کره جنوبی می‌آید، اما او در واقع برای هدفی خطرناک که انتقام خون پدرش است آموزش دیده و با مخفی کردن هویتش با مقامات دولتی فاسد درگیر می‌شود در این میان او با دختری به نام کیم نانا (پارک مین یونگ) که محافظ رئیس‌جمهور است آشنا می‌شود و…

## بازیگران

### اصلی
- لی مین هو در نقش لی یون سانگ/ پوچای
- چه سانگ وو در نقش لی یون سانگ جوان

لی یون سانگ به عنوان شکارچی شهر فردی است که قصد دارد از عاملان قتل پدرش انتقام بگیرد. وی با استفاده از هویت یک آمریکایی-کره‌ای درگذشته در ایالات متحده استفاده کرد و با عنوان فارغ‌التحصیل دانشگاه اِم‌آی‌تی وارد کاخ آبی شد. در کاخ ریاست‌جمهوری عاشق کیم نانا از محافظین شخصی رئیس‌جمهور می‌شود و سعی دارد از او محافظت کند. او همچنین تمامی مدارک فسادهای دولتی را رو کرده و حق و حقوق مردمی را که مقامات از آن‌ها دزدی کرده‌اند، پس می‌دهد.
- پارک مین یونگ در نقش کیم نانا

محافظ رئیس‌جمهور که به دلیل مرگ مادر و به کما رفتن پدرش در اثر یک سانحه رانندگی غم‌انگیز مجبور به زندگی در تنهایی و دفاع از خویش می‌باشد. او برای تأمین هزینه‌های خود مجبور است به‌طور هم‌زمان در چند شغل امرار معاش کند. به دلیل مهارت‌های رزمی‌اش به وی اجازه حضور در گارد ریاست‌جمهوری به عنوان محافظ شخصی رئیس‌جمهور داده شد. در خلال محافظت از رئیس‌جمهور، درگیر عشق لی یون سانگ می‌شود.
- لی جون هیوک در نقش کیم یانگ جو

دادستانی جوان و تیزهوش، دارای حس قوی عدالت‌طلبی که حتی در مقابل سیاستمداران فاسد کره جنوبی می‌ایستد. وی فرزند یکی از سیاسمتدارانی است که دستور کشتار ۱۹۸۳ را صادر کرده بود. او وقتی هویت لی یون سانگ را شناسایی می‌کند او را دستگیر نمی‌کند تا یون سانگ بتواند تمامی سیاستمداران گناهکار را به سزای اعمالشان برساند. وی در آخر برای کشف اسناد محرمانه مربوط به کشتار سال ۱۹۸۳ جان خود را از دست می‌دهد.
- کیم سانگ جونگ در نقش لی جین پیو

تنها بازمانده از کشتار ۱۹۸۳ است. سرشار از خشم بوده و شدیداً به دنبال انتقام‌گیری از عاملان آن کشتار است. وی به عنوان یک سرمایه‌گذار اهل آمریکا وارد کشور می‌شود و قصد دارد از طریق پسر دوست فقید خود از عاملان کشتار ۱۹۸۳ انتقام بگیرد. شیوه انتقام او با یون سانگ تفاوت دارد و همین امر باعث ایجاد مشکلاتی بین آن‌ها می‌شود. در نهایت او برای محافظت از یون سانگ خود را «شکارچی شهر» معرفی می‌کند و کشته می‌شود.
- کیم سانگ هو در نقش به مان-دوک/ به شیک-جونگ

او قماربازی است که پس از نجات جانش توسط لی یون سانگ از دست اراذل و اوباش در تایلند به دوست صمیمی وی تبدیل شده و بعدها به عنوان همکار لی یون سانگ در مأموریت‌های شکارچی شهر به وی کمک می‌کرد. او به علت یک بدهی قدیمی به کیم نانا از یون سانگ می‌خواهد که از او محافظت کند که در نهایت این امر منجر به عشق میان یون سانگ و نانا می‌انجامد.
- هوانگ سان هی در نقش جین سه-هی / کلاریس جین

سه-هی یک دامپزشک حرفه‌ای و همسر سابق یانگ جو است، او دوست خوبی برای شخصیت‌های دیگر است. سه-هی اولین نفر از همدستان لی یون سانگ بود که از هویت مخفی او به عنوان شکارچی شهر مطلع شد.
- گو هارا در نقش چوی دا-هی

یکی از دو فرزند رئیس‌جمهور کره جنوبی است او در اوایل سریال با لی یون سانگ برخورد می‌کند و از او می‌خواهد که معلم او باشد. دختر رئیس‌جمهور بودن وی باعث می‌شود که او نتواند در مدرسه هیچ دوستی داشته باشد و حتی با حمله به گروهی از دختران که از حکومت پدرش انتقاد می‌کنند، یک رسوایی عمومی ایجاد کند. او تصمیم می‌گیرد (به دلیل نمرات ضعیف) به دانشگاه نرود و مجبور می‌شود شغلی پیدا کند و بعداً عاشق کیم یانگ جو می‌شود. در اواخر سریال مشخص شد که او خواهر ناتنی بیولوژیکی یون سانگ بود.
- چون هو-جین در نقش چوی اون-چان

رئیس‌جمهور کره جنوبی و یکی از ۵ نفری که در جریان کشتار ۱۹۸۳ نقش داشته‌است. چوی کماندوهای کشورش را ترغیب به عملیات مسلحانه در کره شمالی کرد و سوگند یادکرد تا برای بازگشت نیروهای ویژه به کشورش تلاش کند ولی پس از پایان عملیات از قولش برگشت و دستور قتل‌عام آنان را صادر کرد، وی ۲۸ سال با احساس گناه زندگی کرد. او پدر واقعی یون سانگ است و مردی با عاطفه که هیچگاه منافع شخصی‌اش را فدای مردم کشورش نکرد و همواره منتظر انتقامی بود که لی جین پیو قول داده بود از او بگیرد.